# محسن سرحان
محسن سرحان (6 يناير 1914 - 7 فبراير 1993)، ممثل مصري.

## عن حياته
ولد في مدينة بورسعيد، ويعتبر من قدامى الممثلين. بدأ مشواره الفني في الأربعينات من القرن العشرين واستمر في مشواره حتى التسعينات.
بعد تخرجه من الجامعة انتقل إلى مدينة القاهرة وعمل موظفًا بوزارة الزراعة عام 1939، وقام بإجراء دراسات حرة في فنون السينما والمسرح في عام 1944. التحق بالفرقة القومية، وبدأ التمثيل في السينما منذ حقبة الأربعينات،
مثّل عدة أفلام مع ليلى مراد، كما كوّن ثنائيا ناجحا مع شادية، ولعل أبرز أدواره هو دوره في فيلم سمارة الشهير مع تحية كاريوكا، والذي مثّل فيه دور الشرطي الذي يدخل في عصابة تهريب المخدرات متخفياً في هيئة مجرم والذي ينتهي بموت سمارة.
وعندما لاقى الفيلم نجاحاً منقطع النظير، مثل الجزء الثاني للفيلم باسم عفريت سمارة.
ومن أشهر أفلامه: «كأس العذاب، اللقاء الأخير، بياعة الورد، صراع في الجبل، فتش عن المرأة، فتاة متمردة، العريس الخامس، لك يوم يا ظالم، غضب الوالدين، السعادة المحرمة، أشكي لمين، فرجت، غلطة أب، أنا بنت مين، ذئاب لا تأكل اللحم» وغيرها.

### حياته الشخصية
بالرجوع إلى كتاب"سميحة أيوب:أسطورة المسرح العربي تحكي لأيمن الحكيم" فقد كانت سميحة أيوب زوجة له بعد زوجته المتوفية والتي أنجب منها (أمال وإبراهيم) ،بينما أنجبت سميحة أيوب منه أبنها الأول(محمود) والذي توفي عام ٢٠١٠
تزوج أربع مرات وكانت أول زيجاته من الفنانة سميحة أيوب، وأنجب أربع أبناء.

## جوائز
خلال مشواره الفني حصل على العديد من الجوائز والتكريمات، منها وسام الجمهورية عام 1964، وشهادة تقدير من الجمعية المصرية للكتاب ونقاد السينما عام 1985.

## أعماله

### الأفلام
- 1938: بنت الباشا المدير
- 1939: فتش عن المرأة
- 1939: أجنحة الصحراء
- 1940: فتاة متمردة
- 1940: حياة الظلام
- 1941: ليلى بنت المدارس
- 1942: العريس الخامس
- 1942: ابن البلد
- 1943: وادي النجوم
- 1943: ماجدة
- 1943: بنت الشيخ
- 1944: تحيا الستات
- 1945: أميرة الأحلام
- 1946: حرم الباشا
- 1946: بنت الشرق
- 1946: الخمسة جنيه
- 1946: الأحدب
- 1947: ثمرة الجريمة
- 1947: المتشردة
- 1948: عاشت في الظلام
- 1948: سكة السلامة
- 1948: حب
- 1948: السعادة المحرمة
- 1949: أوعى المحفظة
- 1950: قسمة ونصيب
- 1950: شاطئ الغرام
- 1951: لك يوم يا ظالم
- 1951: فرجت
- 1951: حكم القوي
- 1951: حبيبتي سوسو
- 1951: أنا بنت ناس
- 1951: أشكي لمين
- 1951: أسرار الناس
- 1951: ابن الحلال
- 1952: من عرق جبيني
- 1952: كأس العذاب
- 1952: غلطة أب
- 1952: غضب الوالدين
- 1952: على كيفك
- 1952: ظلمت روحي
- 1952: صورة الزفاف
- 1952: سلوا قلبي
- 1952: زمن العجائب
- 1952: حبيب قلبي
- 1952: بنت الشاطىء
- 1952: انتصار الإسلام
- 1952: أنا بنت مين
- 1952: آمال
- 1953: نافذة على الجنة
- 1953: أنا ذنبي إيه
- 1953: المرأة كل شيء
- 1953: اللقاء الأخير
- 1953: الشك القاتل
- 1953: الحب المكروه
- 1953: اشهدوا يا ناس
- 1954: كدت أهدم بيتي
- 1954: حدث ذات ليلة
- 1954: أنا الحب
- 1954: المال والبنون
- 1954: العاشق المحروم
- 1954: اعترافات زوجة
- 1955: دعوني أعيش
- 1956: من القاتل
- 1956: سمارة
- 1956: زنوبة
- 1956: الغريب
- 1957: سجين أبو زعبل
- 1958: هل أقتل زوجي
- 1958: عواطف
- 1958: توحة
- 1959: فضيحة في الزمالك
- 1959: عفريت سمارة
- 1959: بياعة الورد
- 1959: احترسي من الحب
- 1960: إني أتهم
- 1961: نصف عذراء
- 1961: لماذا أعيش
- 1961: صراع في الجبل
- 1965: أيام ضائعة
- 1969: دخان الجريمة
- 1970: أوهام الحب
- 1972: زهرة البنفسج
- 1972: رجل زائد عن الحاجة
- 1972: الشيماء
- 1973: ذئاب لا تأكل اللحم
- 1975: صائد النساء
- 1976: العاشقات
- 1977: ميعاد مع سوسو
- 1977: دعاء المظلومين
- 1978: مسافر بلا طريق
- 1978: قصر في الهواء
- 1981: وقيدت ضد مجهول
- 1984: جبابرة الميناء
- 1986: الكومندان
- 1987: لقاء في شهر العسل
- 1987: الذكاء المدمر
- 1988: الأوهام
- 1989: جحيم تحت الماء
- 1990: مولد وصاحبه غايب
- 1990: لن أعيش في حلمك
- 1990: جحيم 2
- 1990: العذراء والعقرب
- 1991: صائد الجبابرة
- 1991: المشاغبات والكابتن
- 1992: امرأة آيلة للسقوط
- 1993: دائرة الموت
- 1993: الحب بين قوسين

### المسلسلات
- 1963:
- عذارء البادية 1978
- جوزك يا ست هانم
- 1964: عروس اليمامة
- 1968: مفتش المباحث
- 1968: محمد رسول الله
- 1970: سيداتي آنساتي
- 1970: النشال
- 1971: الفراشة
- 1972: طائر البحر
- 1973: مذكرات فتاة مجهولة
- 1973: الأصيل
- 1975: الفتاة المجهولة
- 1975: البحث عن طريق
- 1976: النمس
- 1977: لا شيء يهم
- 1978: بعد الضياع
- 1978: القرين
- 1979: نفوس معذبة
- 1980: الإمام مالك
- 1981: سباق الثعالب
- 1982: عفراء البادية
- 1983: عش المجانين
- 1984: جواري بلا قيود
- 1984: جمال الدين الأفغاني
- 1984: ألف ليلة وليلة
- 1985: لا إله إلا الله (ج1)
- 1985: حكايات هو وهي
- 1986: الذئب الأزرق
- 1987: القضاء في الإسلام (ج1)
- 1988: رقيب لا ينام
- 1989: القضاء في الإسلام (ج2)
- 1992: امرأة وثلاثة وجوه

### المسرحيات
- 1968: غادة الكاميليا
- 1985: بداية ونهاية

## وفاته
بعد عودته من العمرة، التي أداها برفقة صديقه يحيى شاهين في عام 1993، وفي ليلة النصف من شعبان شعر محسن سرحان بألم شديد في بطنه، وقد طلب منه الطبيب أن يعود إلى منزله ليتوفى بعدها بساعة في 7 فبراير عام 1993، عن عمر ناهز الـ79 عاماً.

## روابط خارجية
- محسن سرحان على موقع IMDb (الإنجليزية)
- محسن سرحان على موقع الدهليز
- محسن سرحان على موقع قاعدة بيانات الأفلام العربية
- محسن سرحان على موقع قاعدة بيانات الفيلم (الإنجليزية)